# Замок Короля Джона (Кілмаллок)
Замок Короля Джона або Королівський Замок - вежа і Національний пам'ятник, розташований у Кілмаллок, що в Ірландії. 

## Історія
Незважаючи на назву, замок не було споруджено під час правління короля Джона (1177–1216), а через деякий час у XV столітті. Назву, ймовірно, надано для порівняння із замком Короля Джона, Лімеріком.
Залишились ще деякі оригінальні муліровані вікна, але більшість були замінені вікнами XVIII століття.